# Число в българския език
 Тази статия е за граматическата категория число в българския език.  За същата граматическа категория в други езици вижте Число (граматика).  
Число в българския език е граматическа категория, изразяваща по най-общ начин количеството на назованите предмети. В съвременния български език има две граматически числа:
единствено число (за назоваване на един предмет);
множествено число (за назоваване на повече от един предмет).
В старобългарския език е имало и двойствено число, което впоследствие е изчезнало.
Граматическо число в българския език притежават имената (съществителни, прилагателни, числителни), местоименията и глаголите.

## Съществителни имена

### Основни положения
Повечето съществителни имена в българския език имат форми за единствено и множествено число.
Съществителните нарицателни имена от мъжки род притежават и особена бройна форма за множествено число в допълнение към обикновената. В миналото бройната форма е била употребявана и за лица, но понастоящем книжовната норма допуска употребата ѝ само при съществителни нарицателни имена за нелица.
Изключения:
- Имат форми само за единствено число следните съществителни имена:
  - Съществителните собствени: Иван, Петър, Мария, Стефка и др.
  - Названията на вещества: грис, пепел, калай, въздух и др.
  - Събирателните понятия: човечество, студентство и др.
  - Отвлечените понятия: битие, щастие, любов, единодушие и др.
- Имат форми само за множествено число съществителните имена, които означават:
  - Предмети, съставени от две еднакви части: клещи, гащи, очила и др.
  - Еднородна маса от дребни предмети: въглища, трици и др.

Тъй като родът на съществителните имена в новобългарския език личи само в единствено число, то имената, които имат само множествено число, нямат род.
От съществителни, които имат само единствено число, при необходимост се образуват необичайни форми за множествено число, например в следния текст от Павел Вежинов:
Да се постигне единно човечество. Нашата планета е тясна за две човечества.
Обратното явление не се наблюдава. При думи като въглища и трици не възниква нужда от изразяване на единичност. При названия на предмети, съставени от две еднакви части, всеки отделен предмет се нарича с думата чифт, която има единствено и множествено число, както и бройна форма:
чифт клещи, три чифта клещи, много чифтове клещи.
Има случаи обаче, когато някое съществително постепенно преминава от една група в друга. Например думите панталони и ножици някога са имали само множествено число, а сега имат и форми за единствено число (тоест за един чифт): панталон (м.р.), ножица (ж.р.).
Думите врата, кола, уста, шейна в старобългарския език са имали само множествено число, а по-късно са били преосмислени като форми за ж.р. ед.ч. Понастоящем формите за мн.ч. са врати, коли, усти, шейни. Съществуват обаче изрази, употребявани в старата си форма, например закрити врата.
Обратно, някои съществителни имена, които традиционно имат само форми за единствено число, постепенно придобиват форми за множествено число (по-точно, необичайната употреба на такива форми постепенно започва да се приема за обичайна). Такава е например думата живот (м.р.), която поначало има само форма за единствено число, но книжовната норма понастоящем допуска рядка употреба в множествено число, тъй като езикът притежава по-подходящи изразни средства.

### Формообразуване
Бройната форма на съществителните имена от мъжки род произлиза от старобългарското двойствено число. Образуването и употребата на бройната форма са разгледани подробно в едноименната статия.
Обикновената форма за множествено число се получава от формата за единствено число чрез замяна на окончанието (или чрез добавяне на окончание, когато съществителното име няма окончание в единствено число).
Окончанията за множествено число са многобройни. Най-продуктивно сред тях е окончанието -и, което може да се употребява и за трите рода. Употребата на останалите окончания зависи от рода на съществителното име. Изборът на окончание зависи обаче не само от рода на съществителното, но и от звуковете в края на думата. На практика всяко съществително име се научава заедно с формите си за единствено и множествено число.
При прехода от единствено към множествено число ударението може да се премести, но може и да остане на същото място. Понякога настъпват фонетични промени, свързани с променливото я, изпадането на непостоянни звукове, премятането на подвижното ъ и редуването на съгласни.

#### Среден род
Съществителните имена в среден род, единствено число, обикновено завършват на -о или -е.
Много съществителни на -о в ед.ч. образуват мн.ч. с окончание -и:
живо̀тно – живо̀тни,
влечу̀го – влечу̀ги,
насеко̀мо – насеко̀ми;
каро̀ – карѝ,
око̀ – очѝ,
ухо̀ – ушѝ.
Формите очи и уши са старите форми за двойствено число на думите око и ухо, преосмислени като форми за множествено число. Формите за дв.ч. са надделели над формите за мн.ч., защото очите и ушите са чифтни органи. За сравнение може да се посочи, че понастоящем мн.ч. на сако̀ е сака̀, обаче мн.ч. на око̀ не е ока̀.
Някои съществителни с окончание -о в ед.ч. образуват мн.ч. с окончание -а:
бѝло – била̀,
ля̀то – лета̀,
сѐло – села̀,
ѐзеро – езера̀;
перо̀ – пера̀,
хоро̀ – хора̀,
бюро̀ – бюра̀,
бедро̀ – бедра̀;
бесѝло – бесѝла,
лепѝло – лепѝла.
(Думата бюро̀ е от чужд произход, но е била приспособена към българската система от съществителни имена.)
Към тази група спадат и всички съществителни от ср.р. на -ство в ед.ч.; при тях ударението не се мести:
бога̀тство – бога̀тства,
во̀йнство – во̀йнства,
та̀йнство – та̀йнства.
Някои съществителни с окончание -е в ед.ч. образуват мн.ч. с окончание -а:
лицѐ – лица̀,
детѐ – деца̀.
Тук спадат също имената на -ище (вкл. увеличителните) и умалителните имена на -це; при всички тях ударението не се мести:
перцѐ – перца̀,
дръвцѐ – дръвца̀;
пѝленце – пѝленца,
ку̀ченце – ку̀ченца;
вълчѐнце – вълчѐнца,
врабчѐнце – врабчѐнца;
учѝлище – учѝлища,
наго̀рнище – наго̀рнища;
игрѝще – игрѝща,
летѝще – летѝща;
мъжѝще – мъжѝща,
гласѝще – гласѝща.
Някои съществителни с окончание -е в ед.ч. образуват мн.ч. с окончание -ета (вкл. умалителните имена без тези на -це):
ку̀че – ку̀чета,
вну̀че – вну̀чета,
кокѝче – кокѝчета,
момѝче – момѝчета;
момчѐ – момчѐта,
врабчѐ – врабчѐта;
венчѐ – венчѐта,
мъжлѐ – мъжлѐта;
легѐнче – легѐнчета.
Съществителни на -ме в ед.ч. образуват мн.ч. с окончание -ена̀; при тях ударението се мести винаги:
врѐме – времена̀,
сѐме – семена̀,
плѐме – племена̀,
зна̀ме – знамена̀,
ѝме – имена̀.
Някои съществителни от ср.р. образуват мн.ч. с окончание -еса̀; при тях ударението се мести винаги:
чу̀до – чудеса̀;
небѐ – небеса̀.
Всички отглаголни съществителни в ед.ч. на -ние и повечето на -не образуват мн.ч. на -ния:
жела̀ние – жела̀ния,
уверѐние – уверѐния;
тѝчане – тѝчания,
врѝчане – врѝчания.
Обаче всички отглаголни съществителни на -нѐ (с ударено окончание) образуват мн.ч. с окончание -ѐта (ударено):
пранѐ – пранѐта,
кланѐ – кланѐта,
бранѐ – бранѐта.
По същия начин образуват мн.ч. и някои съществителни, които не са отглаголни:
питиѐ – питиѐта.
Някои отглаголни съществителни на -не (с неударено окончание) също образуват мн.ч. с окончание -ета (неударено):
я̀дене – я̀денета.
Някои съществителни на неударено -е в ед.ч. образуват мн.ч. с неударено -я без преместване на ударението:
я̀стие – я̀стия,
у̀стие – у̀стия.
Някои съществителни на -е в ед.ч. образуват мн.ч. с ударено -я:
ло̀зе – лозя̀,
цвѐте – цветя̀.
Някои съществителни с ударено окончание -ѐ в ед.ч. образуват мн.ч. с ударени окончания по два начина: -ѐта (неутрално) и -я̀ (поетично). Примери:
полѐ – полѐта и поля̀,
морѐ – морѐта и моря̀.
И други съществителни от среден род образуват множествено число по няколко начина:
- Думата колело̀ (ед.ч.) има две форми за мн.ч.: колела̀ и колелѐта.
- Думата тя̀ло (ед.ч.) има мн.ч. тела̀ (неутрална форма), но също и телеса̀ (остаряла форма, чието сегашно значение съдържа идеята за едри или пък безформени тела или телесни части).
- Думата дърво̀ (ед.ч.) има няколко форми за множествено число: дървѐта (неутрално), дървеса̀ (поетично), дърва̀ (неутрално), диалектните форми дървя̀ и дъ̀рве. Формата дървеса̀ е поетичен вариант на формата дървѐта, която е мн.ч. на дърво̀ в значението „многогодишно растение с едро и твърдо стъбло, разклонено в горния си край във вид на корона“ и в значението „отсечено дърво или клон от дърво“. Формата дърва̀ (вместо нея след числително име се употребява дървѐта) е мн.ч. на дърво̀ в значението „къс от дърво, обикновено нарязано и нацепено за горене“.[5]

Някои названия на чифтни органи са запазили от старобългарския език както формата си за множествено число (на -а), така и формата си за двойствено число (на -е):
ра̀мо – рамена̀ и раменѐ;
коля̀но – колена̀ и коленѐ;
крило̀ – крила̀ и крилѐ.
Тези форми са обявени понастоящем за дублетни, но мнозина носители на езика, вкл. езиковеди, използват формите за мн.ч. на -е само когато се отнасят до орган на човек или животно и никога след числително бройно:
крилете на птицата = крилата на птицата;
но само крилата на прозореца и трите крила.
Съществителното име коля̀но има още една форма за мн.ч.: колѐни, но тя е разговорна.
Някои съществителни от среден род завършват в ед.ч. на -у, -ю или -и, но това не са окончания, а крайни гласни на корена, тъй като всички такива думи са от чужд произход. Повечето от тях образуват мн.ч. с окончание -та:
бижу̀ – бижу̀та,
пардесю̀ – пардесю̀та,
таксѝ – таксѝта,
кѐнгуру – кѐнгурута.
Думата кѐнгуру има и втора форма за мн.ч.: кѐнгура, но тя е разговорна.
Има една група съществителни от чужд произход на -о, чиято крайна гласна изглежда като съответното българско окончание. Те предизвикват колебания в езиковата практика, тъй като могат да бъдат поставени в различни класове измежду изброените по-горе.
Примери:
кѝно – кина̀,
вѝдео – видеа̀ (рядко),
ра̀дио – радиа̀ (рядко);
фламѝнго – фламѝнги.
Чужди думи с други крайни гласни също пораждат колебания понякога:
шоу – шоута.
Думите ѐвро и фо̀лио нямат форми за мн.ч.
Формите евра, фолиа, фламинга, фламингота, видеота, шоа са неправилни от гледна точка на книжовната норма.

#### Женски род
Повечето съществителни имена от женски род притежават в единствено число окончание -а (след съгласна) или -я (след гласна или съгласна). Окончанията могат да бъдат ударени или неударени:
сто̀мна, река̀, вода̀;
земя̀, лѐля, ламя̀;
носѝя, лѝния, идѐя.
Някои съществителни от женски род завършват в ед.ч. на съгласна:
- Около 150 непроизводни съществителни:[1]

но̀щ, мѝсъл.
- Около 2500 съществителни, произведени с наставките -ост и -ест:[1]

ра̀дост, бо̀лест.
Почти всички съществителни от женски род образуват множествено число с окончание -и, без да местят ударението, независимо от кой вид са:
сто̀мни, рекѝ, водѝ;
земѝ, лѐли, ламѝ;
носѝи, лѝнии, идѐи;
ра̀дости, бо̀лести;
но̀щи, мѝсли.
Променливото я може да се прегласи в е:
ся̀нка – сѐнки.
Може да изпадне непостоянна гласна:
мѝсъл – мѝсли.
По изключение някои думи от женски род образуват множествено число с други окончания:
ръка̀ – ръцѐ,
нога̀ – нозѐ.
Това са названия на чифтни органи, при които формите за двойствено число поради по-честата си употреба са изместили формите за множествено число. С изчезването на двойственото число тези форми са били преосмислени като форми за множествено число.
Думата нога̀ има още две форми за множествено число: ногѝ и нозѝ, но те се употребяват по-рядко.
Думите река̀ и ръка̀ могат да се съпоставят по начин на образуване на множественото число:
река̀ – рекѝ;
ръка̀ – ръцѐ.
Сходството между формите на двете думи за единствено число показва, че изборът на различни окончания за множествено число в този случай не се дължи на различни фонетични условия, а на различната семантика на думите. При думата ръка е надделяла формата за двойствено число, защото ръце най-често означава две ръце. При думата река (както при повечето думи) е надделяла формата за старобългарското множествено число, защото реки обикновено означава много реки.
Думата нѝва има две форми за множествено число:
нѝва – нѝви (неутр.) и нивя̀ (поет.).
Двете форми се различават само по стилистичната отсянка.
Някои думи имат дублетни форми:
свиня̀ – свинѐ и свѝни;
овца̀ – овцѐ и овцѝ.
Между двете форми няма разлика в смисъла; по-често употребявана е първата.

#### Мъжки род
При съществителните имена от мъжки род се среща най-голямо разнообразие от начини за образуване на форми за множествено число, тъй като те освен собствените си особености проявяват и някои от особеностите на другите два рода.
Както при другите съществителни, и тук ударението може да се мести или да остава на старото си място, променливото я може да се прегласява в е, непостоянни гласни ъ и е могат да изпадат, наблюдават се редувания на съгласни.
Много от съществителните от мъжки род нямат окончание в ед.ч. В такъв случай окончанието за мн.ч. просто се добавя в края на формата за ед.ч.
Окончанието -и е най-продуктивно за образуване на форми за мн.ч.:
самолѐт – самолѐти,
парахо̀д – парахо̀ди;
петѐл – петлѝ,
летѐц – летцѝ;
ста̀рец – ста̀рци,
жѐзъл – жѐзли,
ла̀кът – ла̀кти,
но̀кът – но̀кти;
сирома̀х – сирома̀си,
капа̀к – капа̀ци,
съпру̀г – съпру̀зи.
Звуковете ъ и е в последната сричка на формата за ед.ч. понякога са постоянни (винаги когато са ударени и ударението не се мести, а понякога и когато не са ударени):
чадъ̀р – чадъ̀ри;
о̀ткъс – о̀ткъси;
рѐзен – рѐзени.
Когато формата за ед.ч. завършва на -й, а формата за мн.ч. се образува с окончание -и, то и замества й:
геро̀й – геро̀и,
злодѐй – злодѐи.
Окончанието -ове се използва само при едносрични думи:
я̀д – я̀дове,
по̀п – попо̀ве,
гра̀д – градовѐ,
сѝн – синовѐ;
бря̀г – бреговѐ,
свя̀т – световѐ.
Когато думата в ед.ч. завършва на -й и формата за мн.ч. се образува с окончание -ове, има две възможности: окончанието може просто да се долепи след формата за ед.ч., при което се получава форма за мн.ч., завършваща на -йове; или съчетанието йо може да се замени с е, така че формата за мн.ч. да завършва на -еве:
бо̀й – боевѐ и (остар. и диал.) бойо̀ве;
бро̀й – бро̀еве и (остар.) бро̀йове;
кѐй – кѐйове.
Окончанието -ове може да се добавя на двусрични думи, при условие че една от гласните е непостоянна:
цѐнтър – цѐнтрове;
о̀гън – огньо̀ве;
вя̀тър – ветровѐ и (нар.-поет.) вѐтри.
В думата огън съгласната н е затвърдяла, но тя пази мекостта си пред гласна, напр. в членуваната форма огъня(т). Затова в множественото число на тази дума се добавя ь пред -ове, при което се получава завършек -ьове. Аналогично явление се наблюдава при думата зет (но сега ударението не се мести):
зѐт – зѐтьове.
Не всички едносрични думи получават окончанието -ове. С окончание -и образуват мн.ч. следните едносрични думи от мъжки род:
- Названия на лица според националния или областния им произход:

чехи, шведи, шопи, траки, франки и т.н.;
включително нарицателни названия на фантастични същества:
елфи, орки.
При някои от тези думи има звукови промени:
гръ̀к – гъ̀рци;
вла̀х – вла̀си.
- Около двайсет едносрични съществителни от домашен (славянски) произход:

глѝсти, го̀сти, зъ̀би, лъчѝ, тръ̀ни, хра̀сти и т.н.
Някои от тях имат дублетни форми:
тръ̀н – тръ̀ни и (рядко) тръ̀не;
зъ̀б – зъ̀би и зъбѝ.
При други има звукови промени:
ра̀к – ра̀ци,
въ̀лк – въ̀лци;
вну̀к – вну̀ци.
- Някои съществителни от чужд произход:

йо̀ни, та̀нци, фа̀кти, фѝлми, хѝмни.
Обратно, по изключение е възможно да се прибави окончанието -ове към многосрична дума, ако тя е производна на едносрична дума, получаваща това окончание:
дѝск – дѝскове;
компа̀ктдиск – компа̀ктдискове.
Някои едносрични съществителни от мъжки род имат няколко форми за множествено число. Възможни са различни случаи:
- Може формите да се различават по смисъл, например

кло̀н – кло̀нове, кло̀ни, кло̀нища и диал. кло̀не.
Всичките могат да означават „надземна част на дърво или храст, която се отделя встрани от стъблото“, обаче само формата кло̀нове може да се свърже със значенията „част от нещо, което се раздвоява или отделя от основното цяло“, „дял“, „отрасъл“ в изрази като банкови клонове, пощенски клонове и др.под.
- Може формите да се различават само стилистично, например

дво̀р – дворо̀ве (неутрално) и дво̀ри (поетично).
- Може формите да са равностойни, например

смо̀к – смо̀кове и смо̀ци.
Съществува и окончание -ища, което може да придава стилистична отсянка:
кло̀нища вместо неутралното кло̀ни,
вѐтрища вместо неутралното ветровѐ;
а може и да създава единствената (и неутрална) форма за мн.ч.:
съ̀нища, пъ̀тища.
Забележка: Думата път има форма пъти за мн.ч., когато означава брой повторения (за разлика от формата пътища, която се отнася за път, по който може да се върви).
Някои съществителни от мъжки род образуват множествено число с окончание -ѐ:
царѐ, кралѐ, конѐ, мъжѐ.
Множественото число на думата ден е дни; при образуването му кореновата гласна изпада.
Някои съществителни от мъжки род завършват в ед.ч. на -о / -ьо, което поначало е окончание за среден род. Такива съществителни, както и съществителни собствени от мъжки род (когато трябва да изразят множественост, например фамилна принадлежност), дори да не завършват на посочените окончания, образуват мн.ч. с формативите -овци при твърда основа и -евци при мека основа:
та̀тко – та̀тковци,
чѝчо – чѝчовци,
ву̀йчо – ву̀йчовци,
дя̀до – дя̀довци (и поет. дедѝ),
калѐко – калѐковци,
мързела̀нко – мързела̀нковци;
Шишма̀н – Шишма̀новци;
Жѐльо – Жѐлевци.
Думата та̀те няма множествено число.
Множественото число на бра̀т е бра̀тя.
Една малка група съществителни от мъжки род имат женски родови окончания, тоест завършват на -а / -я. Те образуват мн.ч. с окончание -и:
съдия̀ – съдѝи;
старшина̀ – старшинѝ,
баща̀ – бащѝ;
войво̀да – войво̀ди;
владѝка – владѝци.
При някои съществителни от мъжки род, означаващи чифтни органи, като форма за множествено число се е запазила старобългарската форма за двойствено число:
ро̀г – рога̀ [рога̀] и ро̀гове,
кра̀к – крака̀ [крака̀].
За сравнение: Множественото число на ра̀к е ра̀ци, а на бра̀к е бра̀кове, но множественото число на кра̀к не е нито кра̀кове, нито кра̀ци.
Формите рога̀ [рога̀] и ро̀гове се различават по смисъл: рога̀ се отнася за чифт предмети (напр. рога̀ на животно), но също остри и извити части на някои предмети (напр. рога̀та на самар), а ро̀гове са изострени предмети с подобна форма, които обаче не образуват чифт (използвани в миналото съдове за вино или за барут, музикални инструменти, зъбците на вила или вилица).
Съществителното име човѐк има форма за мн.ч. човѐци, която практически не се употребява освен в стари текстове (напр. в Библията). Вместо това като обикновена форма за мн.ч. се използва съществителното хо̀ра (което е неутрално и има само мн.ч.) или съществителното лю̀де (което също има само мн.ч., но е остаряло и се използва предимно в народното творчество, а понякога и в художествената литература). Бройната форма за мн.ч. на човек е ду̀ши (напр. трима ду̀ши), което се различава по ударението от формата душѝ за мн.ч. на съществителното душа̀.
Съществителните имена от мъжки род имат не само обикновената форма за множествено число, но и т.нар. бройна форма. Образуването и употребата на бройната форма са разгледани подробно в едноименната статия.

## Прилагателни имена
Всички прилагателни имена без изключение имат окончание -и в множествено число, а окончанието в единствено число зависи от рода:
- в мъжки род: обикновено нямат окончание;
- в женски род: обикновено окончанието е -а;
- в среден род: обикновено окончанието е -о.

Ударението не се мести; обикновено то пада върху основата.
Примери:
бя̀л, бя̀ла, бя̀ло, бѐли;
висо̀к, висо̀ка, висо̀ко, висо̀ки;
студѐн, студѐна, студѐно, студѐни;
крила̀т, крила̀та, крила̀то, крила̀ти.
Непостоянното ъ и непостоянното е изпадат, при което понякога се получават двойни съгласни, например нн:
то̀пъл, то̀пла, то̀пло, то̀пли;
ко̀нен, ко̀нна, ко̀нно, ко̀нни.
Меките гласни в края на основата пазят своята мекост пред гласна; в тези случаи:
- формата за ж.р. ед.ч. завършва на -я;
- формата за ср.р. ед.ч. завършва на -ьо.

Пример:
сѝн, сѝня, сѝньо, сѝни.
Много малко прилагателни имат окончание -и в м.р. ед.ч. (при тях тази форма съвпада с формата за мн.ч.):
- Образуваните с наставка -ск-, защото думата се изговаря трудно без окончанието:

бъ̀лгарски, бъ̀лгарска, бъ̀лгарско, бъ̀лгарски;
планѝнски, планѝнска, планѝнско, планѝнски.
- Образуваните от съществителни нарицателни имена, означаващи животни, като окончанието играе ролята и на наставка:

въ̀лчи, въ̀лча, въ̀лче, въ̀лчи;
лисѝчи, лисѝча, лисѝче, лисѝчи;
кра̀ви, кра̀вя, кра̀ве, кра̀ви;
ко̀зи, ко̀зя, ко̀зе, ко̀зи;
па̀чи, па̀ча, па̀че, па̀чи;
о̀вчи, о̀вча, о̀вче, о̀вчи;
пу̀йчи, пу̀йча, пу̀йче, пу̀йчи;
гъ̀ши, гъ̀ша, гъ̀ше, гъ̀ши;
коко̀ши, коко̀ша, коко̀ше, коко̀ши.
Тези прилагателни имат и вариант с окончание -о за ср.р. ед.ч. (коко̀шо, гъ̀шо, ко̀зьо), но той се смята за просторечен.
- Прилагателни, завършващи на -ши в м.р. ед.ч., които по произход са степени за сравнение (но вече не се схващат като такива):

мла̀дши, мла̀дша, мла̀дше, мла̀дши;
ста̀рши, ста̀рша, ста̀рше, ста̀рши;
височа̀йши, височа̀йша, височа̀йше, височа̀йши.
- Прилагателни, заети от руския език, с окончание ударено -и в м.р. ед.ч.:

деловѝ, делова̀, делово̀, деловѝ;
войсковѝ, войскова̀, войсково̀, войсковѝ.
Прилагателните имена в м.р. ед.ч. имат още две форми:
- Разширена форма, образувана с окончание -и. В миналото разширени форми са съществували за всички родове, а понастоящем такива има само за мъжки род, единствено число. Разширената форма се използва като част от:
  - съставни собствени имена:
    - лични: Симеон Велики, Крум Страшни, Пипин Къси;
    - географски: Бели Искър, Черни връх, Горни Богров, Зли дол;

  - обръщения: мили сине, скъпи приятелю, почтени старче.
- Свръхкратка членувана форма, завършваща на -ий, която вече не се употребява, тъй като звучи архаично:

старий свят вместо стария(т) свят;
славний идеал вместо славния(т) идеал.

## Числителни имена
Числителните имена се делят на бройни и редни.
Числителните бройни изразяват количество без поредност:
един, два, три, пет, десет, сто.
Числителните редни изразяват поредност:
първи, втори, трети, пети, десети, стотен.

### Числителни редни
Числителните редни имена образуват формите си като прилагателните:
- Окончанието за множествено число е винаги -и:

първи признаци, втори петли.
- Окончанието за единствено число зависи от рода:
  - за женски род: -а (шеста, седма, стотна);
  - за среден род: -о (шесто, седмо, стотно);
  - за мъжки род: по-често -и, по-рядко без окончание:

с окончание -и: шести, седми, девети;
без окончание: стотен, хиляден.
При формообразуването може да изпадне непостоянна гласна.
Примери:
пети, пета, пето, пети;
седми, седма, седмо, седми;
стотен, стотна, стотно, стотни.
Числителното име първи има дублетна форма пръв за м.р. ед.ч.; тя има същото значение като първи и не носи стилистични отсенки. Числителното име втори има и форма втор за м.р. ед.ч., която практически не се употребява освен терминологично: в математиката има термини пръв интеграл и втор интеграл, в които числителните означават броя на поредните интегрирания и не могат да се заменят с формите първи и втори, които имат друг смисъл (може например да се интегрира еднократно по различни променливи и тогава има няколко първи интеграла, така че може да се говори за първия пръв интеграл, втория пръв интеграл и т.н.). Обратно, в названието на длъжността първи секретар формата първи (употребена в смисъл на главен) не може да се замени с пръв, защото ще се промени смисълът (ще се разбере пръв по време).
Навсякъде другаде формите пръв и първи са взаимозаменяеми с изключение на случаите, когато се изисква разширена форма (тогава е задължителна употребата на формата първи):
- в собствени имена: Борис Първи;
- при обръщения: първи приятелю.

### Числителни бройни
Числителните бройни изразяват количество с лексикалното, а не с граматическото си значение, поради което не притежават граматическата категория число с изключение на думата един. Повечето имат по една форма:
три, четири, пет, осем, десет, сто.
Тя е обща за трите рода:
пет самолета, пет шапки, пет села.
Обаче числителното име две се мени по род:
- в мъжки род: два (напр. два коня);
- в женски и среден род: две (напр. две къщи, две села).

Формата за среден род две изразява и съответното математическо понятие:
Две и две прави четири.
Числителното име едно може да се мени не само по род (един, една, едно), но и по число (едни в мн.ч.), тъй като може да изразява не само количество, а и неопределеност. В последния случай то е синоним на местоимението някакъв:
Търси те една жена. = Търси те някаква жена.
Търсят те едни деца. = Търсят те някакви деца.
Формата за среден род едно изразява и съответното математическо понятие (както и съществителното име единица в едно от значенията си):
Осем минус едно е равно на седем.
В службата на неопределително местоимение числителното име едно е запазило архаични падежни форми: едного за винителен падеж и едному за дателен падеж.
Попитали едного къде могат да намерят изворче да утолят жаждата си.
Едному горяла къщата, а друг поискал огън да си запали лулата.
Числителните бройни имат мъжколична форма, която се използва само при лица от мъжки пол (достатъчно е в групата да има поне един мъж или момче):
двама, трима, четирима, петима, шестима.
Примери:
двама приятели, тримата мускетари.
Когато назованите предмети са от мъжки род, но не са лица, тогава се използва обикновената форма на числителното име и т.нар. бройна форма на съществителното име:
два коня, три портокала, пет сандъка.
Някои числителни бройни имат особени форми за изразяване на приблизителност:
десетина, стотина и др.
Например стотина означава около сто:
Имах стотина лева, та реших да си купя билет.

### Дублетни форми
Числителните бройни имена, завършващи на -десет, имат дублетни форми. Формата на -десет е по-старата и дълго време единствено признавана за книжовна:
единадесет, петнадесет, двадесет, тридесет и т.н.
В случая, когато пред завършека -десет съдържат гласна, тези числителни са развили втора, опростена форма, в която -десет е заменено с -йсет:
единайсет, петнайсет, двайсет, трийсет и т.н.
Съкратената форма навлиза отначало в разговорната реч, а впоследствие и в книжовния език, като дори си извоюва статута на препоръчителна.
Малко по-особено е положението с числителното четиридесет. То е развило няколко дублетни форми в разговорната реч. От тях формата четирийсет е била призната за книжовен дублет до 2012 г., след което е била заменена с формата четиресет.
Дублетните форми не се различават по смисъл.
Числителните бройни, които не завършват на -десет, и тези, които съдържат съгласна пред -десет, нямат дублетни форми:
сто, пет, седемдесет, осемдесет и др.
Дублетни форми имат и числителните редни имена:
дванадесети и дванайсети;
тридесета и трийсета.

## Местоимения
Съществуват няколко класа местоимения с различни характеристики. Някои местоимения, например възвратните лични, имат една форма за единствено и множествено число:
себе си, се, си.
Личните местоимения различават единствено и множествено число, но това са различни думи, а не различни форми на една дума. Например на местоимението аз (1 л. ед.ч.) отговаря местоимението ние (1 л. мн.ч.).
Притежателните местоимения, включително възвратните притежателни, имат една пълна форма за трите рода в множествено число и три различни пълни форми (по една за всеки род) в единствено число. Те образуват пълните си форми като прилагателните имена:
мой, моя, мое, мои;
твой, твоя, твое, твои;
негов, негова, негово, негови;
неин, нейна, нейно, нейни;
наш, наша, наше, наши;
ваш, ваша, ваше, ваши;
техен, тяхна, тяхно, техни;
свой, своя, свое, свои.
Пълните форми в среден род, завършващи на -ше, имат просторечни варианти с окончание -о:
нашо, вашо.
Пълните форми в среден род, завършващи на гласна + е, имат просторечни варианти с йотувано о (-йо):
мойо, твойо, свойо.
Кратките форми на притежателните местоимения, вкл. възвратните притежателни местоимения, са общи за всички родове и числа:
ми, ти, му, ѝ, ни, ви, им.
Повече сведения има в основната статия „Местоимение“.

## Глаголи
При всички лични и повечето нелични глаголни форми се различава граматическото число:
Единствено число:
живея, играеше, спал, вървяла, взето, четящ.
Множествено число:
живеем, играеха, спали, вървели, взети, четящи.
Само при деепричастията не се различава число:
Излизайки на улицата, той почувства силния студ.
Излизайки на улицата, те почувстваха силния студ.